# Cornelia (moglie di Cesare)
Cornelia (94 a.C. – 69 a.C. o 68 a.C.), ricordata anche come Cornelia Cinna minore, è stata una nobildonna romana, moglie di Gaio Giulio Cesare.
Era figlia di Lucio Cornelio Cinna, uno dei maggiori leader del partito popolare mariano, e sorella dell'omonimo Lucio Cornelio Cinna, pretore nel 44 a.C., che fu uno dei partecipanti all'omicidio di Giulio Cesare. Nell'83 a.C., all'età di tredici anni, sposò il diciottenne Cesare: quando il dittatore Lucio Cornelio Silla comandò allo stesso Cesare di ripudiare la moglie, egli si rifiutò di farlo, e riuscì a evitare la rappresaglia di Silla grazie all'intervento di alcuni personaggi particolarmente influenti appartenenti al partito degli ottimati. Da Cesare Cornelia generò la figlia Giulia nel 76; la donna morì poi di parto, all'età di venticinque o ventisei anni, nel 69 o nel 68 a.C., e la sua laudatio funebris fu pronunciata dal marito Cesare.